# ارکستر جوانان سافک
ارکستر جوانان سافک (انگلیسی: Suffolk Youth Orchestra)، یک ارکستر گروه موسیقی جوانان در شهر سافک واقع در شرق انگلستان است.
این گروه موسیقی محبوب، گل سرسبد برنامه‌های گسترده شورای استان سافک در زمینه فرصت‌های موسیقی برای جوانان است.
ارکستر جوانان سافک به اختصار(SYO)، یک ارکستر سمفونیک کامل با بیش از ۹۰ هنرمند نوازنده است که همه بین ۱۳ و ۲۱ سال سن دارند و در سال ۱۹۸۷ توسط «فیلیپ شاو»، مشاور شهرستان برای موسیقی پایه‌گذاری شده است و در نوع خود میان بهترین گروه‌های موسیقی کلاسیک در انگلستان قرار دارد.
ارکستر جوانان سافک با ظاهر شدن در سالن‌های معتبر نمایش و اجرای برنامه سالانه به طور گسترده در سراسر اروپا است. آنها همچنین ارکستر را برای تور ملی موسیقی تئاتر جوانان همراهی می‌کنند. این گروه یکی از تنها هفت ارکستر انتخاب شده جوانان برای شرکت در (Masterprize Dearfield) بخشی از برنامه آموزش (Masterprize 2001) پیشرو در برگزاری رقابت‌های آهنگسازی جهان در ارتباط با ارکستر سمفونیک لندن است.

## اجراهای معروف
ارکستر جوانان سافک، اجراهایی با پخش سراسری از رسانه‌های گوناگون انگلستان داشته است.
اجرای برنامه در باغ صومعه باری سنت ادموندز در حضور علیاحضرت ملکه الیزابت دوم و شاهزاده فیلیپ به مناسبت جشن سالگرد طلایی سلطنتی، در جریان سفر به سافک یکی از اجراهای معروف این گروه است.